# Волочаевское городское поселение
Волочаевское городско́е поселе́ние — муниципальное образование в Смидовичском районе Еврейской автономной области Российской Федерации.
Административный центр — пгт Волочаевка-2.

## История
Статус и границы городского поселения установлены Законом Еврейской автономной области от 26 ноября 2003 года № 228-ОЗ «О статусе и границе Смидовичского муниципального района»

## Население
| 2010  | 2011  | 2012  | 2013  | 2014  | 2015  | 2016  |
| ----- | ----- | ----- | ----- | ----- | ----- | ----- |
| 2117  | ↘2111 | ↘2066 | ↘2041 | ↗2045 | ↘1991 | ↘1967 |
| 2017  | 2018  | 2019  | 2020  | 2021  | 2023  |       |
| ↘1935 | ↘1880 | ↘1838 | ↘1817 | ↗2078 | ↘2058 |       |

## Состав городского поселения
| № | Населённый пункт | Тип населённого пункта      | Население |
| - | ---------------- | --------------------------- | --------- |
| 1 | Волочаевка-2     | пгт, административный центр | ↘1917     |
| 2 | Соцгородок       | село                        | ↗141      |

## Местное самоуправление
Главы городского поселения
- Трухачёв Александр Петрович[16]